# Зверев, Николай Кузьмич
Николай Кузьмич Зверев (1907—1943) — старший сержант Рабоче-крестьянской Красной Армии, участник Великой Отечественной войны, Герой Советского Союза (1943).

## Биография
Николай Зверев родился 11 марта 1907 года в деревне Холопье. После окончания шести классов неполной средней школы работал во Ржеве на базе «Облпотребкооперации». В начале Великой Отечественной войны не был призван по состоянию здоровья, помогал в эвакуации. В январе 1942 года Зверев добровольно пошёл на службу в Рабоче-крестьянскую Красную Армию. Окончил курсы, получил звание сержанта. Участвовал в Курской битве. К сентябрю 1943 года старший сержант Николай Зверев командовал орудием 869-го истребительно-противотанкового артиллерийского полка 52-й армии Воронежского фронта. Отличился во время боёв в Семёновском районе Полтавской области Украинской ССР.
22 сентября 1943 года в деревне Бригадировка (ныне — Калиновка) позиции советских войск подверглись атаке немецкой колонне боевой технике. Расчёт Зверева вёл огонь из сада на главной улице. Когда погиб наводчик и выбыли из строя остальные члены расчёта, Зверев лично продолжал вести огонь. Он подбил бронемашину и два танка. Несмотря на тяжёлые ранения, он не покинул позиции, погибнув в том бою. Похоронен в братской могиле в Калиновке.
Указом Президиума Верховного Совета СССР от 24 декабря 1943 года за «образцовое выполнение боевых заданий командования и проявленные при этом мужество и героизм» старший сержант Николай Зверев посмертно был удостоен высокого звания Героя Советского Союза. Также посмертно был награждён орденом Ленина.